# میخیلو استرمخ (بازیکن فوتبال)
میخیلو استرمخ (به انگلیسی: Mykhaylo Stelmakh؛ زادهٔ ۲۹ آوریل ۱۹۶۶ – درگذشتهٔ ۱۳ ژانویهٔ ۲۰۲۵) بازیکن فوتبال اهل اتحاد جماهیر شوروی بود.
از جمله باشگاه‌هایی که وی در آن‌ها بازی کرده‌است، می‌توان به باشگاه فوتبال فورسکلا پولتاوا، باشگاه فوتبال شاختار دونتسک، باشگاه فوتبال دینامو کی‌یف و باشگاه فوتبال کارپاتی لویو اشاره کرد.

## درگذشت
استرمخ در ۱۳ ژانویهٔ ۲۰۲۵، در سن ۵۸ سالگی درگذشت.